# Marguerite Mortimer
Marguerite Mortimer (2 mai 1304 – 5 mai 1337) est une aristocrate anglaise du XIVe siècle.

## Biographie
Marguerite, née le 2 mai 1304, est la fille aînée (et peut-être même leur premier enfant, la date de naissance de son frère Edmond demeurant incertaine) de Roger Mortimer, 3e baron Mortimer de Wigmore, et de Jeanne de Geneville, 2e baronne Geneville. Son père, qui hérite de la baronnie Mortimer deux mois après sa naissance, est sous le règne du roi Édouard II l'un des plus puissants barons des Marches galloises : la famille Mortimer descend d'un des compagnons anglo-normands de Guillaume le Conquérant débarqués avec lui en Angleterre en 1066. Sa mère est quant à elle la petite-fille et héritière des barons des Marches et d'Irlande Geoffroy de Geneville et Mahaut de Lacy ; elle est également la petite-nièce de Jean de Joinville, biographe de Saint Louis. Marguerite Mortimer est vraisemblablement prénommée en hommage à sa grand-mère paternelle, Marguerite de Fiennes.
Courant 1318, le seigneur des Marches Maurice de Berkeley se met au service de Roger Mortimer. Leur alliance se consolide en mai 1319 par le mariage du fils aîné et héritier de Maurice de Berkeley, Thomas, avec Marguerite. À la suite de la rébellion contre le roi Édouard II à laquelle participent son père et son époux, Marguerite est arrêtée en février 1322 et emprisonnée au prieuré de Shouldham, dans le Norfolk, en avril 1324. Pendant son incarcération, la couronne ne lui alloue que quinze pennies hebdomadaires pour assurer ses dépenses. Ce n'est qu'à la chute du roi que Marguerite est libérée en octobre 1326. En mars 1328, Marguerite part vivre auprès de son époux Thomas. Après que son union ait été validée par le pape Jean XXII le 28 août 1329, elle lui donne plusieurs enfants avant de mourir prématurément le 5 mai 1337. Elle est inhumée dans la cathédrale de Bristol.

## Descendance
De son mariage avec Thomas de Berkeley, Marguerite Mortimer a cinq enfants :
- Maurice de Berkeley (v. 1330 – 8 juin 1368), 4e baron Berkeley, épouse Élisabeth le Despenser ;
- Thomas de Berkeley, mort en bas âge ;
- Roger de Berkeley, mort en bas âge ;
- Alphonse de Berkeley, mort en bas âge ;
- Jeanne de Berkeley (? – 1369), épouse Reginald de Cobham, 1er baron Cobham.